# Morti nel 1492
| Questa pagina contiene informazioni ricavate automaticamente dalle voci biografiche con l'ausilio del template Bio e di un bot. L'aggiornamento è periodico e automatico e ricostruisce completamente la pagina. Se manca una persona in questa lista, sei pregato di non aggiungerla, ma accertati piuttosto che la sua voce biografica contenga il template Bio e che i dati anagrafici siano correttamente compilati. Se il template Bio manca, inseriscilo tu stesso o, in alternativa, metti l'avviso {{tmp\|Bio}} che ne segnala la mancanza. Se i dati riportati sono sbagliati, correggi direttamente la voce biografica; le modifiche saranno visibili in questa lista entro pochi giorni. Per chiarimenti vedi il progetto biografie. La lista contiene solo le 48 persone che sono citate nell'enciclopedia e per le quali è stato implementato correttamente il template Bio. Pagina aggiornata al 10 giu 2025. |

- 11 gennaio - Antonio Piccolomini d'Aragona, militare e politico italiano (n. 1435)
- 6 marzo - Raimondo Malatesta, italiano
- 19 marzo - Filippo II di Nassau-Weilburg, conte (n. 1418)
- 8 aprile - Lorenzo de' Medici, politico, nobile e mecenate italiano (n. 1449)
- 9 aprile - Pierleone Leoni, medico, filosofo e astrologo italiano
- 18 aprile - Francesco Vitale da Noja, vescovo cattolico italiano
- 29 maggio - Carlo di Cosimo de' Medici, presbitero e religioso italiano
- 7 giugno - Casimiro IV di Polonia, sovrano polacco (n. 1427)
- 8 giugno - Elisabetta Woodville, nobildonna inglese
- 28 giugno - Giovanni Compesio, arcivescovo cattolico italiano
- 25 luglio - Papa Innocenzo VIII, papa, vescovo cattolico e cardinale italiano (n. 1432)
- 31 luglio - Galeotto IV Maletesta, condottiero italiano
- 9 agosto - Beatrice de Silva, religiosa portoghese (n. 1424)
- 28 agosto - Benedetto Dei, storico italiano (n. 1418)
- 28 agosto - Pietro de Luna, arcivescovo cattolico italiano
- 12 settembre - Bernardo Bellincioni, poeta italiano (n. 1452)
- 14 settembre - Maffeo Girardi, cardinale e patriarca cattolico italiano (n. 1406)
- 20 settembre - Anne de Beauchamp, XVI contessa di Warwick, nobile (n. 1426)
- 29 settembre - Domenico Gagini, scultore italiano
- 1º ottobre - Filippo Maria Sforza, nobile italiano (n. 1449)
- 12 ottobre - Piero della Francesca, pittore e matematico italiano
- 17 ottobre - Baldassarre Ravaschieri, presbitero italiano (n. 1419)
- 24 ottobre - Taddeo McCarthy, vescovo cattolico irlandese
- 1º novembre - Renato d'Alençon, duca e conte francese (n. 1454)
- 1º novembre - Beltrán de la Cueva, politico spagnolo
- 6 novembre - Antoine Busnois, compositore e poeta francese (n. 1430)
- 19 novembre - Pier Filippo Corneo, giurista e ambasciatore italiano (n. 1419)
- 24 novembre - Louis de Gruuthuse, nobile e militare fiammingo
- 8 dicembre - Guido Stella, storico, poeta e medico italiano (n. 1434)
- Angiolillo Arcuccio, pittore e miniatore italiano
- Gaspare Biassa, generale e ammiraglio italiano
- Caterina Branković, nobildonna e scrittrice serba (n. 1418)
- Cristina Abrahamsdotter, nobildonna finlandese (n. 1432)
- Dionisio I di Costantinopoli, arcivescovo ortodosso greco
- Tommaso Formenton, architetto italiano (n. 1428)
- Giovanni Teutonico, scultore austriaco
- Evangelista Gonzaga, militare italiano (n. 1440)
- Gülbahar Hatun, ottomana
- Jaume Huguet, pittore spagnolo (n. 1412)
- Giami, poeta persiano (n. 1414)
- Pellegrino di Mariano, pittore italiano
- Lucas Moser, pittore tedesco (n. 1421)
- Neri di Bicci, pittore italiano
- Enrique Pérez de Guzmán, II duca di Medina Sidonia, duca
- Girolamo Scotti, vescovo cattolico italiano
- Tichon di Kaluga, monaco cristiano russo
- Nicasius de Voerda, giurista e presbitero belga (n. 1440)
- Michele di Bartolomeo degli Odasi, poeta italiano